# 蘇捷什卡國家公園
43°20′N 18°41′E / 43.333°N 18.683°E

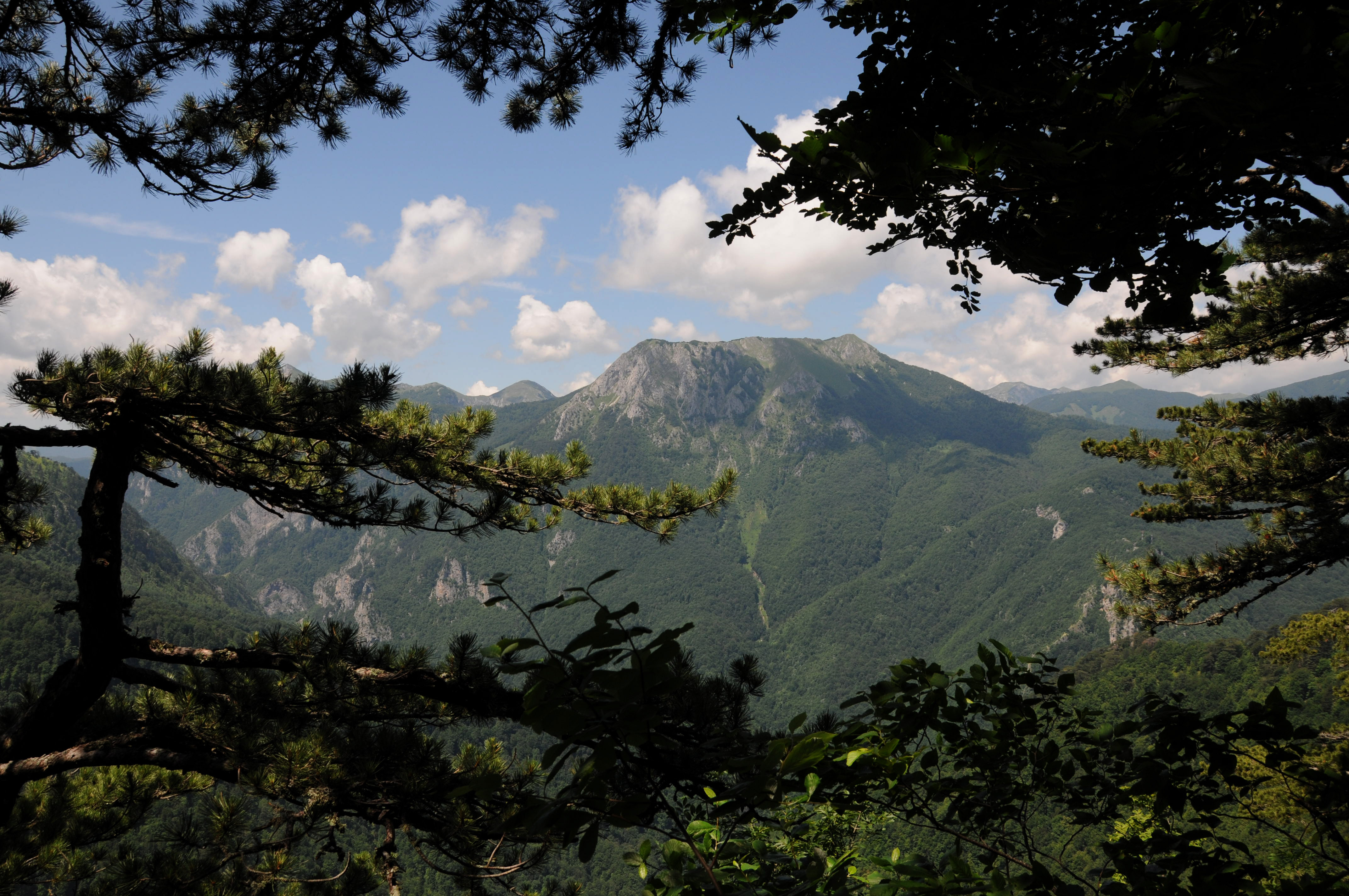

蘇捷什卡國家公園是波斯尼亞和黑塞哥維那的國家公園，位於該國東部，處於福查，成立於2008年12月12日，面積4,914平方公里，有熊、羚羊、野豬、狼、松貂、貂、野貓、狐狸、野山羊等野生動物棲息。